# Баранченко Сергій Юрійович
Сергі́й Ю́рійович Бара́нченко — підполковник Збройних сил України, учасник російсько-української війни.
Командир 501-го окремого батальйону морської піхоти з 2015 року.
З дружиною, сином та донькою проживають у Миколаєві.

## Нагороди
За особисту мужність, сумлінне та бездоганне служіння Українському народові, зразкове виконання військового обов'язку відзначений — нагороджений
- 15 вересня 2015 року — орденом Богдана Хмельницького III ступеня.